# Diplostix penatii
Diplostix penatii är en skalbaggsart som beskrevs av Vienna och Yélamos 2006. Diplostix penatii ingår i släktet Diplostix och familjen stumpbaggar. Inga underarter finns listade i Catalogue of Life.